# Ling Shuhua

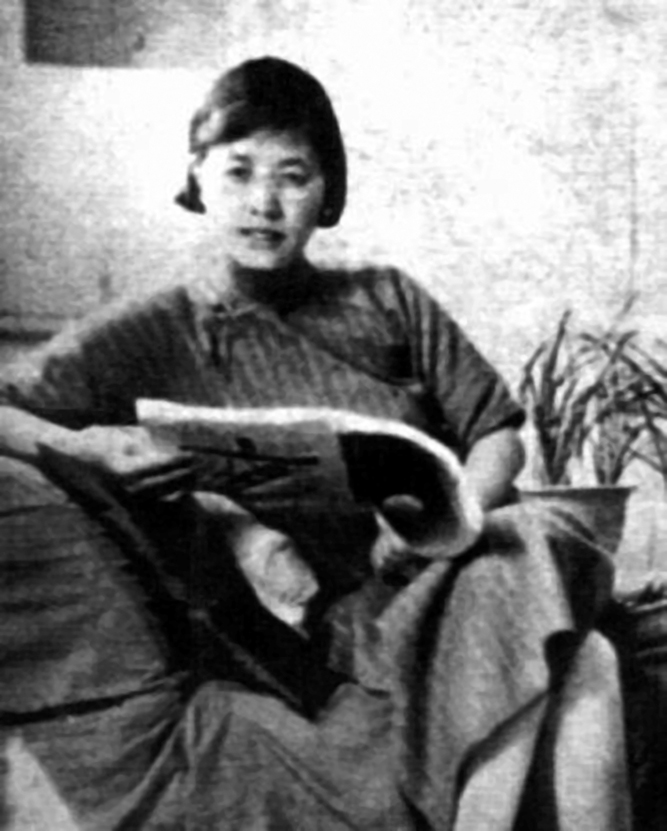
Ling Shuhua

Ling Shuhua   (Pequín, 25 de març de 1900 - 22 de maig de 1990) una de les escriptores xineses més conegudes del període modern, famosa sobretot pels seus relats curts, però també coneguda per les seves pintures.Pertany a la primera generació d'escriptors xinesos que van escriure les seves obres en llenguatge col·loquial.

## Biografia
Nascuda el març de 1900 a Pequín,Ling era filla de la quarta esposa de Ling Fupeng (凌福 彭), un alt càrrec de la província de Guangdong, i que va ser governador de Pequín, a finals de la dinastia Qing. Com moltes noies de famílies privilegiades, va rebre una educació sòlida en pintura antiga i literatura clàssica. Als set anys, va ser enviada al Japó, on ella i els seus germans van ser educats durant tres anys.El seu pare la va introduir al món de l'art i la pintura xinesa i va estimular el seu interès per la pintura i la poesia xineses. Va prendre classes particulars amb destacats mestres de l’època. El seu pare posseïa una extensa col·lecció de pintures i cal·ligrafies, especialment de la dinastia Yuan (1271-1368) i de la dinastia Ming (1368-1644). Ling Shuhua va utilitzar més tard els seus coneixements sobre cal·ligrafia, poesia i pintura xineses en el seus relats curts.
El 1922 va ingressar a la Universitat de Yenching (燕京 大学) per estudiar llengües i literatura estrangera (anglès, francès, japonès) i a on va conèixer a la poetessa Bing Xin (冰心). El 1926, un cop diplomada va obtenir una feina al departament de cal·ligrafia i dibuix al museu de la Ciutat Prohibida.
El 1926 es va casar amb l'editor de la revista Modern Criticism (Xiandai Pinglun), Chen Xiyinga (1896-1970), que també va treballar com a professor de literatura anglesa i cap del departament d'anglès de la Universitat de Yanjing. El 1927, va passar un any al Japó estudiant les obres dels escriptors japonesos moderns.
El 1929, va anar amb el seu marit a Wuhan, on va treballar com a professor a la Universitat de Wuhan. No obstant això, va continuar publicant contes a Modern Criticism and the Morning News, i el 1930 es va publicar la seva segona col·lecció de contes, Women (Nüren). Durant els seus anys a Wuhan, Ling Shuhua va conèixer els escriptors Yuan Changying (1894-1973) i Su Xuelin (1897-1999).
El 1946, Chen Xiying es va convertir en delegat xinès a la UNESCO i Ling Shuhua el va acompanyar a Londres. Un any després es van traslladar a París.
Del 1956 al 1960, va ensenyar literatura xinesa moderna a la nova Universitat de Nanyang a Singapur. Allà publica una col·lecció de contes seleccionats sobre el tema de les dones i els nens, així com una col·lecció d’assaigs.
Del 1960 al 1964, Ling Shuhua va viure a París, on el 1954 havia exposat les seves pintures al Museu Cernuschi. Del novembre del 1962 al febrer del 1963, va exposar al mateix museu una selecció de tresors de la seva col·lecció personal de pintures d’erudit xinesoss, del segle xiv al XX.
Després de la mort de Chen Xiying el 1970,es va traslladar a Londres, centrant-se principalment en la pintura.
Va morir a Pequín el 1990.

### Carrera literària
Va començar a escriure els seus primers contes col·loquials durant els seus estudis universitaris, en un moment en què començava a pensar independentment del seu pare, un ferm opositor al Moviment per la nova literatura, que va promoure la substitució del xinès clàssic per un llenguatge col·loquial. Com que volia mantenir la seva autoria en secret a causa de l'estatus social del seu pare, va utilitzar diversos pseudònims al començament de la seva carrera d’escriptora,com inclosos Rui Tang i Su Xin.
El gener de 1924 va publicar un primer conte al suplement de "Chenbao" (晨报) amb el nom de ploma de Ruitang (瑞唐) i a principis de 1925 va publicar dues novel·les curtes a la revista (Xiandai pinglun 现代评论).
El 1930, va publicar la seva segona col·lecció de contes, "Dones" 女人", editada per la Shanghai Commercial Press (务 印书馆), i seguida el 1935 per una tercera col·lecció que incloïa nou contes infantils.
La seva amistat amb Julian Bell, fill de Vanessa Bell i nebot de Virginia Woolf li va permetre establir relacions amb membres del Grup de Bloomsbury.
Julian Bell va ajudar Shuhua a traduir bona part dels seus contes a l’anglès per publicar-los en el mensual anglès "T’ien Hsia". Va mantenir una relació epistolar amb Virginia Wollf entre 1938 i 1941 i l'escriptora britànica va exercir una gran influència sobre Ling Shuhua, infonent-li algunes de les seves idees sobre l'emancipació de les dones i, estilísticament, introduint-la en la seva tècnica de "corrent de consciència”.
Animada per Wirginia Woolf va escriure unes memòries en anglès “Ancient Melodies” sobre la seva infancia a Pequín en una família, on el seu pare tenia sis dones i 10 fills. El llibre va ser publicat el 1953 per la Hogarth Press de Virginia i Leonard Woolf, amb una introducció de Vita Sackville-West; va tenirmolt i J.B. Priestley, entre d'altres, va escriure un article elogiant el llibre com "el llibre de l'any". Fins i tot la BBC, en va radiar una lectura a càrrec de Peggy Ashcroft.
Alguns dels seus llibres xinesos s'han publicat amb les seves pròpies pintures amb tinta a la portada.
Shuhua sovint s'associa amb l'estètica literària occidentalitzada. Els seus crítics xinesos l'han anomenada "Katherine Mansfield de la Xina"; ella era coneixedora de l'obra de Mansfield i la va citar com una influència en el seu treball. Ling va ser citada per primera vegada com la Katherine Manthfield de la Xina per Xu Zhimo, un dels poetes més famosos de la Xina. Xu també era admirador de Manthfield.i va traduir les novel·les i poemes de Manthfield al xinès..
A partir de la seva vida priveligiada i pel seu enfocament en descriure la vida domestica de les dones xineses,atrapades en un estil de vida tradicional, s'ha definit a Ling com una escriptora “guixiu zuojia”（閨秀作家）"escriptora de boudoir". Els temes principals que va retratar en els seus contes eren, en particular, la posició subordinada de les dones a la jerarquia tradicional confuciana de la família, els conflictes entre dones de diferents generacions i els esforços de les dones per alliberar-se dels lligams del pensament i el comportament confucians.

## Obres destacades
- Intoxicated (1925)
- Embroidered Pillows (1925)
- The Night of the Mid-Autumn Festival (1925)
- The Tea Party (1925)
- After the Tea Party (1925)
- Temple of Flowers (1928)
- Women (1930)
- Two Little Brothers (1935)
- Ancient Melodies (1953)